# روبن جارفياس (ممثل)
"" إدغار روبن غارفياس "(تينيسي ،  الولايات المتحدة ؛ 23 يوليو 1960) هو ممثل تلفزيون وسينما  أمريكا

## مهنة
```
في 
2001
 لعب دور البطولة في فيلم "
جرائم باريو
" "مع 
نويل غوغليلمي
 
ونينا كيروز
 كممثل ، لعب غارفياس دور رافا في فيلم 
 اللص الذي يسرق اللص
 مع 
فرناندو كولونجا
 ، 
ميغيل فاروني
 ، 
غابرييل سوتو
 ، 
إيفون مونتيرو
 
و أوسكار توري
. في عام 2008 ، لعب دور الرئيس كلاوس في الفيلم 
Super Agent 86: Bruce and Lloyd's Out of Control
 في وقت لاحق ، يعود السيد سواريز للترجمة في 
اللعبة المثالية
. كما شارك في فيلم رعب 
غدار: الفصل الثالث
 مثل Ernesto. ثم شارك في مسلسلات مثل 
الطبيب الجيد
 
وذا منتاليست
 
وعقول إجرامية
 
والإرهاب
 
وبروكلين ناين-ناين
 
وروزوود
 . في 
2017
 ظهر كأداء خاص من مسلسل 
غريز أناتومي
 الموسم 14 الحلقة 21 باسم "بوب". في عام 2019 ، ظهر لأول مرة بصوت هيكتور كاساغراند في 
كاساجراندس
 ، سلسلة رسوم متحركة من تأليف 
نيكلوديون
. في 
2021
 انضم طاقم فيلم 
 Paradise Cove
 إلى دور الفنان شريف جارسيا.
```

## فيلموغرافيا
| مسرح فيلم   | مسرح فيلم                                           | مسرح فيلم       | مسرح فيلم |
| عام لقب حرف | لقب                                                 | حرف             |           |
| ----------- | --------------------------------------------------- | --------------- | --------- |
| 2021        | Paradise Cove                                       | شريف جارسيا     |           |
| 2018        | الحقيقة أو الجرأة "                                 | كاهن            |           |
| 2016        | غدرا: الفصل 3 '                                     | إرنست           |           |
| 2014        | المشاغب ولطيف "                                     | جيمي            |           |
| 2013        | "ميثاق الغش"                                        | المدير غونزاليس |           |
| 2011        | Rampart '                                           | حارس الصيدلية   |           |
| 2010        | "اللعبة المثالية"                                   | السيد سواريز    |           |
| 2009        | فندق للكلاب '                                       |                 |           |
| 2008        | Super Agent 86: Bruce and Lloyd خارج نطاق السيطرة ' | الرئيس          |           |
| 2007        | ترخيص الأربعاء '                                    | مدرب            |           |
| 2007        | Redrum '                                            | المخبر          |           |
| 2007        | لص يسرق لص '                                        | رافا            |           |
| 2007        | "لجنة إيتي بيتي تيتي"                               | سام             |           |
| 2003        | صيد الإنسان '                                       | العم بيرت       |           |
| 2001        | جرائم قتل باريو "                                   | كاكو            |           |
| 1987        | Dragnet '                                           | صعبة # 2        |           |